# Chrismopteryx politata
Chrismopteryx politata là một loài bướm đêm trong họ Geometridae.